# Потелич
Потелич (укр. Потелич) — село в Рава-Русской городской общине Львовского района Львовской области Украины.
Население по переписи 2001 года составляло 815 человек. Занимает площадь 30,7 км². Почтовый индекс — 80320. Телефонный код — 3252.

## История

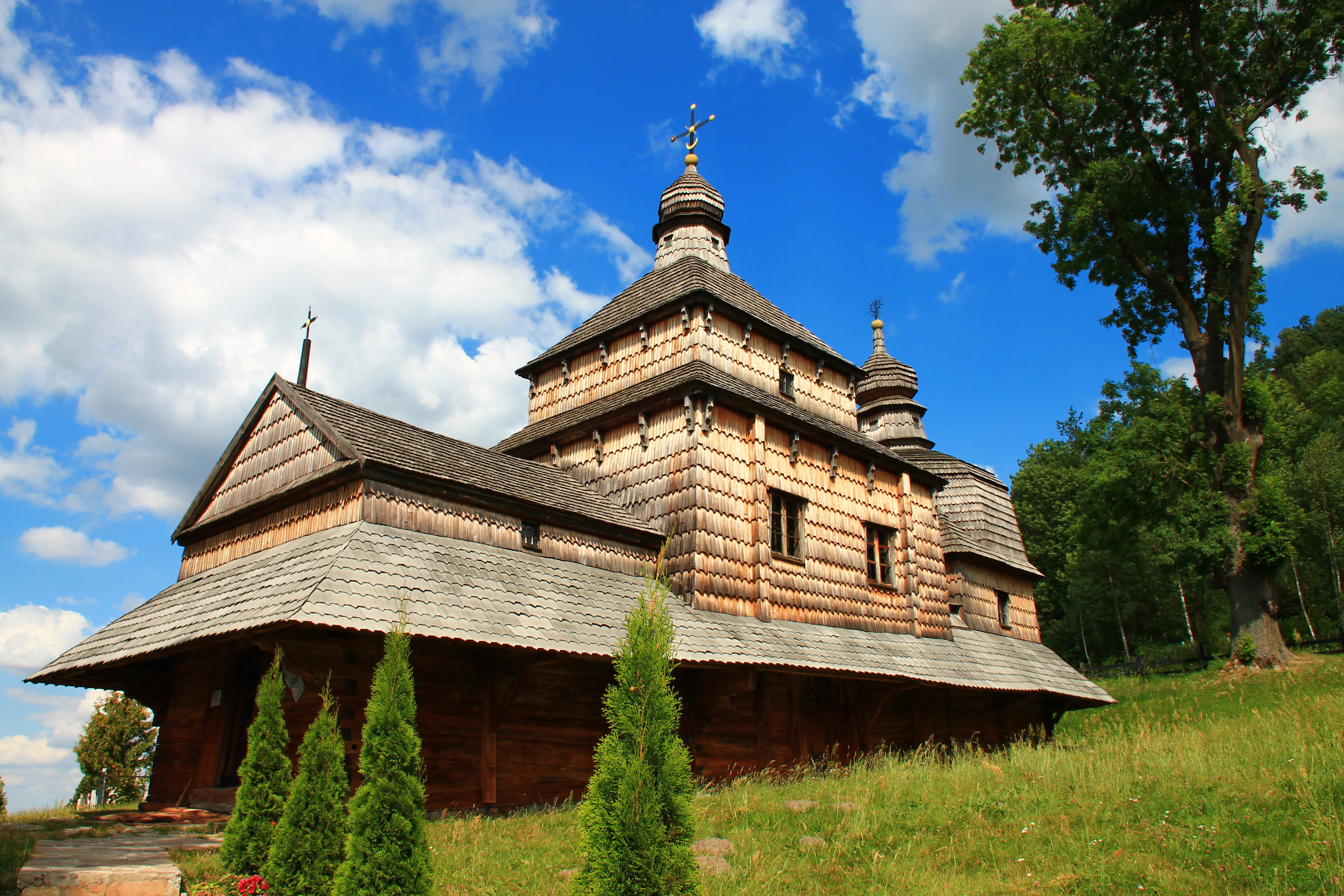
Деревянная церковь Святого Духа

Первое упоминание о Потелич встречается в Галицко-Волынской летописи (что входит в состав Ипатьевской летописи) под 1262 годом, когда в Потеличе останавливался князь Даниил Романович. В 1498 году городу Потелич было предоставлено Магдебургское право. Потелич становится одним из крупных экономических центров. Здесь были знаменитые гончарные мастерские, фаянсовая фабрика, пивоварня, винокурня, мельницы, воскобойня и большой ремесленный промысел — ткацкий, сапожный, кузнечный. В результате нападения татар в 1502 город был частично сожжён.
В 1569 году Потелич вновь подвергся нападению татар. В 1648 и 1655 через Потелич проходили казацкие полки Богдана Хмельницкого. В XVII веке, после переноса главного торгового пути, который соединял Люблин со Львовом, город пришел в упадок и уже не возобновил своего давнего значения.

## Достопримечательности
- Древнерусское городище
- Деревянная церковь Святого Духа (1502)
- Колокольня Святодуховской церкви (XVI век)
- Каменная церковь Святой Троицы (XVI век))
- Колокольня Троицкой церкви (1593)
- Костёл Святого Станислава (1826)

## Известные уроженцы
- Сакович, Касьян (ок. 1578—1647) — ректор Киевской коллегии, впоследствии архимандрит Дубенского монастыря.